# Signs of Chaos: The Best of Testament
Signs of Chaos: The Best Of Testament è una raccolta dei Testament, pubblicata nel 1997 in collaborazione con la Atlantic Records.
Servì a sancire il definitivo ritorno sulle scene, dopo il momentaneo scioglimento della band.
Comprende, oltre ad un estratto dall'ultimo album pubblicato, due cover poste alla fine come tracce supplementari: queste, già presenti nella precedente raccolta The Best of Testament come bonus track dell'edizione giapponese di quest'ultima, originariamente incluse nel singolo Dog Faced Gods del 1994.

## Tracce
1. Signs of Chaos (Instrumental) – 0:30 – The Ritual
2. Electric Crown – 5:31 – The Ritual
3. The New Order – 4:26 – The New Order
4. Alone in the Dark – 4:05 – The Legacy
5. Dog Faced Gods – 4:05 – Low
6. Demonic Refusal – 5:22 – Demonic
7. The Ballad – 6:10 – Practice What You Preach
8. Souls of Black – 3:24 – Souls of Black
9. Trial by Fire – 4:17 – The New Order
10. Low – 3:36 – Low
11. Practice What You Preach – 4:56 – Practice What You Preach
12. Over the Wall – 4:08 – The Legacy
13. The Legacy – 5:32 – Souls of Black
14. Return to Serenity – 6:32 – The Ritual
15. Perilous Nation – 5:51 – Practice What You Preach
16. Sails of Charon (Scorpions cover) – 4:40 – Dog Faced Gods
17. Draw the Line (Aerosmith cover) – 2:49 – Dog Faced Gods

## Formazione
- Chuck Billy – voce
- Eric Peterson – chitarra, voce addizionale
- Alex Skolnick – chitarra
- James Murphy – chitarra (5, 10, 16, 17)
- Greg Christian – basso
- Derrick Ramirez - basso (6)
- Louie Clemente – batteria
- John Tempesta – batteria (5, 10, 16, 17)
- Gene Hoglan - batteria (6)